# Ludovic Gotin
Ludovic GOTIN (né le 5 juillet 1985 aux Abymes), est un footballeur français de Guadeloupe évoluant au poste d'attaquant avec le CSM et la sélection de la Guadeloupe.

## Carrière
Joueur de 1,76 m pour 70 kg, il est formé au club du CS Moulien et devient le meilleur buteur de DH Guadeloupe au terme de la saison 2004-2005. Après cette bonne saison, il part en métropole rejoindre le club du CSA (Club Sportif Avionnais) dans l'espoir de percer en professionnel, mais retourne dès la saison suivante dans son île natale.
Au cours des saisons 2006-2007 et 2007-2008, son équipe (le CSM) termine championne de Coupe de France zone Guadeloupe, ce qui avait déjà été le cas en saison 2005-2006 (à la suite de cette victoire le CSM a reçu l'US Lesquin et s'est incliné 3-0) malgré son absence, mais son apport offensif a été omniprésent à chaque victoire.
Le 22 novembre 2006, ils partent donc en métropole afin de disputer leur premier match contre le Clermont foot et s'inclinent 2-1 ; à noter que le but moulien qui les permettait de mener en première période a été marqué par le joueur emblématique du CSM Ludovic Gotin.
Une nouvelle fois, les joueurs du CSM qualifiés en finale de Coupe de France zone Guadeloupe devaient rencontrer un club métropolitain, et cette fois, les Guadeloupéens se sont emparés de la victoire après une séance de tirs au but.
Sélectionné dans l'Équipe de Guadeloupe de football pour la Gold Cup 2007, il marque deux buts pour son équipe en tour préliminaire de cette compétition, et contribue grandement en la qualification de l'équipe de Guadeloupe.